# Depot von Stará Boleslav
Das Depot von Stará Boleslav (auch Hortfund von Stará Boleslav) ist ein Depotfund der frühbronzezeitlichen Aunjetitzer Kultur aus Stará Boleslav, einem Ortsteil von Brandýs nad Labem-Stará Boleslav im Středočeský kraj, Tschechien. Es datiert in die Zeit zwischen 2000 und 1800 v. Chr. Das Depot befindet sich heute im Nationalmuseum in Prag.

## Fundgeschichte
Das Depot wurde im Herbst 1946 bei Grabungsarbeiten für die Kanalisation in der damaligen Dr.-Viter-Straße (heute Dobrovského) in Stará Boleslav entdeckt. Es lag in 1 m Tiefe in sandigem Boden.

## Zusammensetzung
Das Depot besteht aus mehreren Bronzegegenständen: eine Armspirale, elf Ösenhalsringe, ein massiver Ovalring, zwei Ringkopfnadeln mit Ketten aus Ringen, vier Spiralringe aus doppeltem Draht, ein Ring (Fingerring?) und ein Spiralröllchen. Hinzu kommt ein Bruchstück einer Bernstein-Perle. Die Armspirale und der Fingerring sind aus Bändern mit linsenförmigem Querschnitt gefertigt, das Spiralröllchen aus Draht mit linsenförmigem Querschnitt. Von den Ösenhalsringen sind vier nur mangelhaft ausgeführt. Sie weisen zum Teil Sprünge auf, einige Teile sind unvollständig gegossen oder lösen sich ab. Da die Halsringe unterschiedliche Durchmesser aufweisen, hält Václav Moucha es für möglich, dass sie ursprünglich zu zwei sich nach oben verjüngenden Halskragen zusammengesetzt waren. Der massive Ovalring wurde in einer zweischaligen Gussform gegossen. An der Innenseite ist eine Gussnaht zu erkennen. Seine Enden verjüngen sich und sind gerippt.